# Konipas horský
Konipas horský (Motacilla cinerea) je malý pěvec z čeledi konipasovitých (Motacillidae) s paralaktickým typem rozšíření od severozápadní Afriky přes Evropu včetně Česka po Japonsko a východní Rusko. Populace z jižních oblastí bývají stálé, ty severní táhnou na jih až do východní Afriky a jihovýchodní Asie. Konipas horský dosahuje délky těla kolem 17–20 cm. Opeření je zespodu smetanově bílé až sytě žluté, horní část těla je černošedá s občasnou žlutozelenou na křídlech. Ve svatebním šatu lze samce rozlišit podle černého hrdla, které bývá u samice bílé s příměsí šedočerné. Konipas horský má nejdelší ocas a nejkratší nohy ze všech konipasů. 
Stanoviště konipasa horského jsou vázána na říční toky vyšších poloh, nezřídka však sestupuje i do nížin. Hnízdí nejčastěji přímo nad vodním tokem, případně v jeho bezprostřední blízkosti. Snůšku tvoří kolem 4–6 vajec, inkubují obě pohlaví po dobu 11–14 dní. K výletu z hnízda dochází ve věku kolem dvou týdnů. Živí se hlavně vodním hmyzem, nepohrdne ani dalšími bezobratlými a občas sežere i pulce nebo rybí potěr. Konipas horský je málo dotčený druh s početnou populací. V Evropě byly zaznamenány krátkodobé populační výkyvy následkem tuhých zim. V Česku byl vyhlášen ptákem roku 2025.

## Systematika
Formální popis druhu obstaral anglický ornitolog Marmaduke Tunstall, který ve své publikaci Ornithologia Britannica z roku 1771 druh pojmenoval jako Motacilla cinerea. Pod tímto vědeckým jménem je konipas horský znám dodnes. Druhové jméno cinerea latinsky znamená „popelavě šedý“ (cinis, cineris = „popel“). Starší český název pro konipasa horského je konipas horní. Rozeznávají se následující tři poddruhy s tímto areálem výskytu:
- M. c. cinerea – západní Evropa, Kanárské ostrovy, od severozápadní Afriky přes Mongolsko a Himálaj po východní Rusko, Japonsko a Korejský poloostrov.
- M. c. patriciae – Azory.
- M. c. schmitzi – Madeira a Porto Santo.

Konipas horský spadá do rodu Motacilla v rámci čeledi konipasovitých. Jeho vnitřní i vnější fylogenetické vztahy byly předmětem řady taxonomických studií, často s nejednotnými výsledky. Podle studie čínských vědců z roku 2016 je nejbližším příbuzným konipasa horského konipas bílý (Motacilla alba). Podle výzkumu z roku 2002 i 2018 konipas horský představuje sesterskou skupinu kladu tvořeného konipasem citronovým (Motacilla citreola) a konipasem lučním (Motacilla flava). Studie z roku 2022 do sesterského kladu konipasa horského spolu s konipasem citronovým a lučním přidává navíc konipasa Motacilla tschutschensis z východní a jihovýchodní Asie.

## Popis

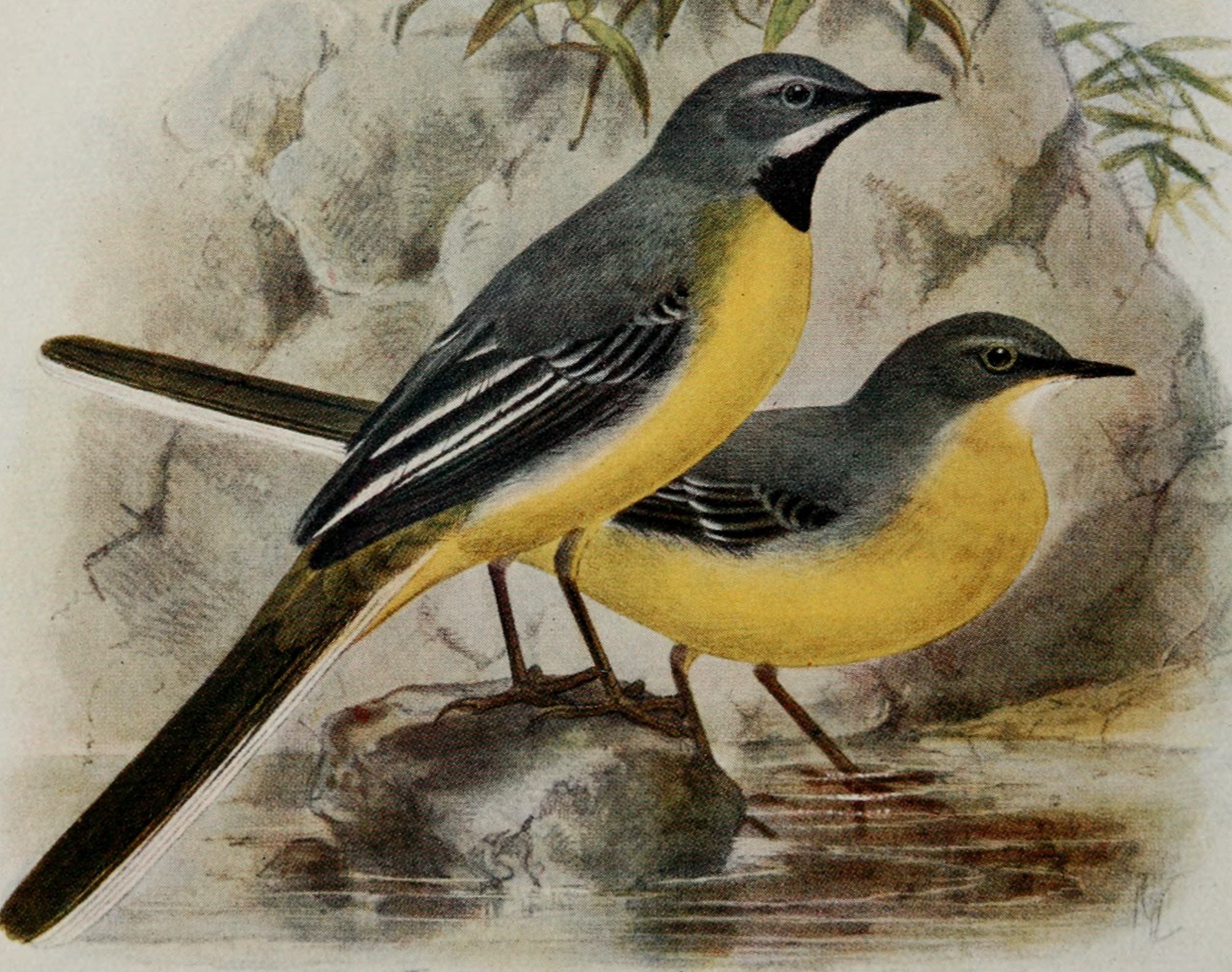
Ilustrace samce (vlevo) a samice z roku 1907

Tento drobný pěvec dosahuje délky těla 17–20 cm a rozpětí křídel 25–27 cm. Hmotnost kolísá mezi 14 a 22 g; samec váží v průměru kolem 18 g, samice 17–18 g. Ve střední a západní Evropě byly u samce subsp. cinerea naměřeny následující rozměry: křídlo mělo délku 82–89 mm, ocas 94–104 mm, zobák 15,1–16,9 mm a běhák 19,4–21,8 mm. Rozměry samice byly nepatrně menší. Středoasijská a východoasijská populace subsp. cinerea i subsp. schmitzi a patriciae jsou o něco menší.
Konipas horský je podstatně štíhlejší než vrabec domácí a velký asi jako konipas bílý, s nápadně dlouhým černým ocasem, který je vůbec nejdelší ze všech konipasů. Konipas horský svým ocasem neustále pohybuje nahoru a dolů tak silně, až se rozpohybuje celý hřbet. Nohy konipasa horského jsou jen velmi krátké, vůbec nejkratší ze všech konipasů.
Svatební šat dospělého samce má popelavě šedé temeno, šíji a hřbet. Kostřec a svrchní ocasní krovky jsou žlutozelené, při stranách do žluta. Letky jsou černohnědé, ty ruční jsou u kořene bílé a u špičky špinavě bílé. Ocas je velmi dlouhý, jeho vnější pár rýdovacích letek je čistě bílý a směrem ke středu tmavne do černohněda. Nadoční proužek je bílý. Hrdlo a vole mají černá pera, občas s bílými špičkami. Spodina je žlutá s bílým pruhem po stranách. Samice ve svatebním šatu má bělavé hrdlo, typicky s příměsí šedočerné. Prostý šat dospělého samce má světle hnědý nadoční proužek, bělavé hrdlo a nahnědlou horní část hrudi. Spodní hruď a břicho jsou nažloutlé až sytě žluté. Samice v prostém šatu má bílé či černobílé hrdlo, žlutohnědé vole a matně žlutou spodinu. Nedospělí jedinci mají nahnědlé temeno, bílé hrdlo, hnědá prsa, bílé břicho a žluté spodní krovky ocasní.

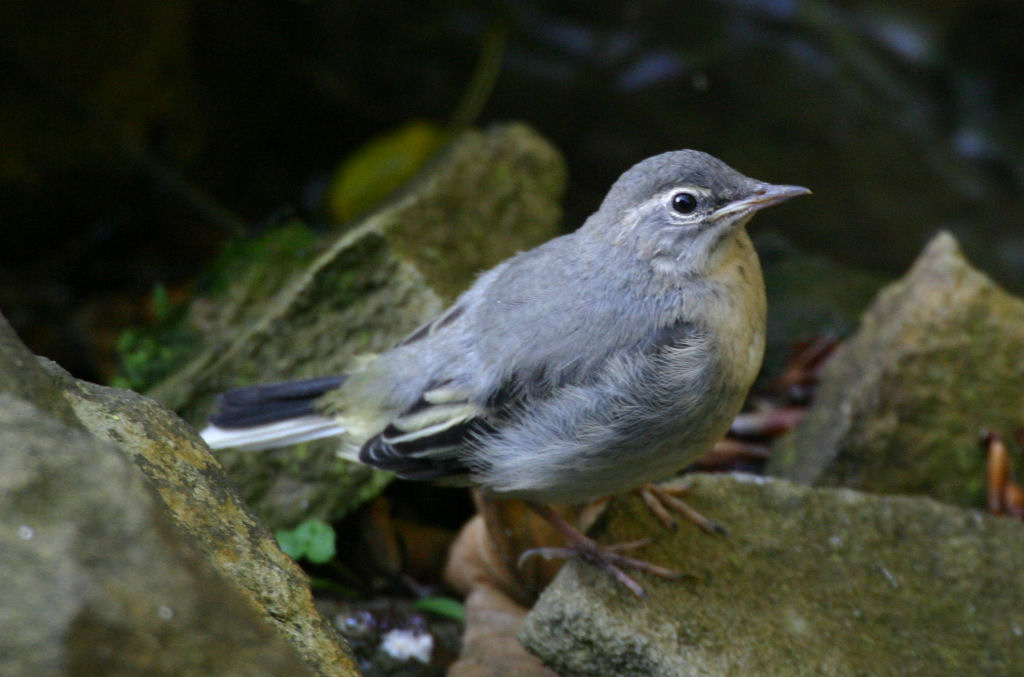
Mladý pták

Duhovky jsou tmavě hnědé. Zobák je černý, občas s šedou linkou podél ostrých hran nebo při bázi spodní čelisti. Nohy jsou světle růžové až nahnědlé, avšak vždy světlejší než u jiných konipasů, jejichž nohy bývají tmavé. Drápy jsou světle růžové až tmavě šedé, v terénu však působí tmavým dojmem. Rozpoznávacím znakem konipasa horského jsou jeho dlouhý ocas a krátké nohy. Let druhu je nápadně hluboce vlnkovitý. V letu je patrná široká bílá páska na křídlech, která je přítomna zdola i shora. Ve svatebním šatu lze samce od samice rozlišit pomocí černého hrdla a žluté spodiny; samice má bílé hrdlo s příměsí šedočerné, a její spodina není tak sytě žlutá. V prostém šatu není snadné od sebe pohlaví odlišit. K přepeřování do prostého šatu dochází bezprostředně po vyhnízdění (typicky mezi červencem a zářím), a zpět do svatebního šatu se konipasi horští oblékají ještě na zimovištích těsně před tahem do hnízdišť.

## Výskyt

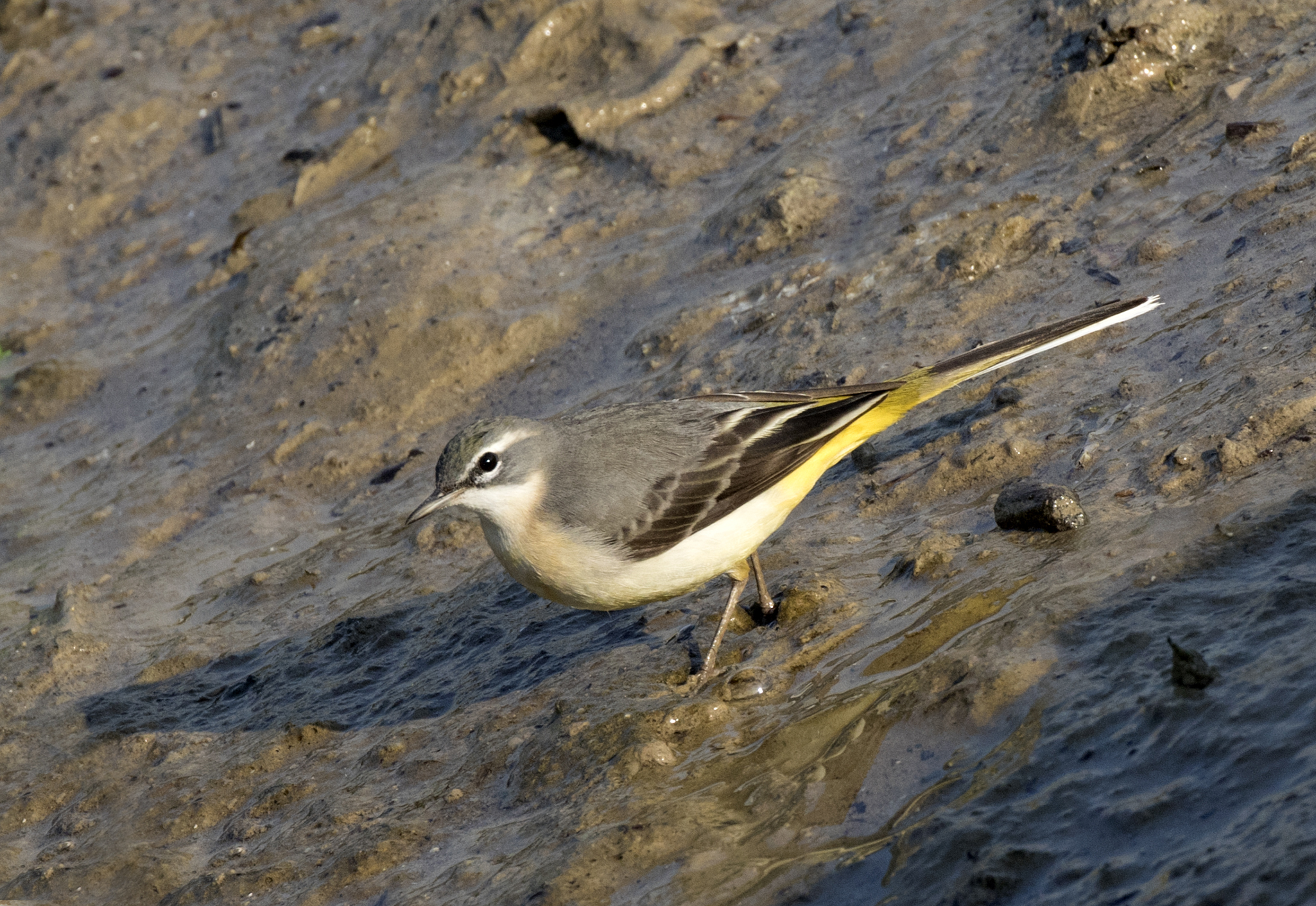
Konipas horský v prostém šatu

Konipas horský má palearktický typ rozšíření. Vyskytuje se od severozápadní Afriky přes Evropu a středoasijskou oblast až po Korejský poloostrov, Japonsko a východní Rusko včetně Kamčatky. Na asijský jih zasahuje hnízdní rozšíření až do jižní Číny, k Himálaji a na Tchaj-wan. V západním Rusku se v zásadě nevyskytuje. Izolované ostrovní populace sídlí na Azorech, Madeiře a na Kanárských ostrovech. V Evropě došlo k expanzi konipasa horského až v 19. a 20. století. Krátce po roce 1850 se nejdříve rozšířil ve střední Evropě, načež postupně osídlil evropský sever. V Nizozemí poprvé věrohodně zahnízdil v roce 1915, ve Švédsku roku 1916, v Norsku v roce 1919 a v Dánsku v roce 1923. Na území Finska bylo hnízdění konipasa horského zaznamenáno až v roce 1967 a v Estonsku roku 1975. Na evropském území jsou známy zálety z Islandu i Faerských ostrovů. Mimo Evropu konipasi horští zabloudili do různých afrických zemí, kde se běžně nevyskytují, do Severní Ameriky i severní Austrálie.

### Tah

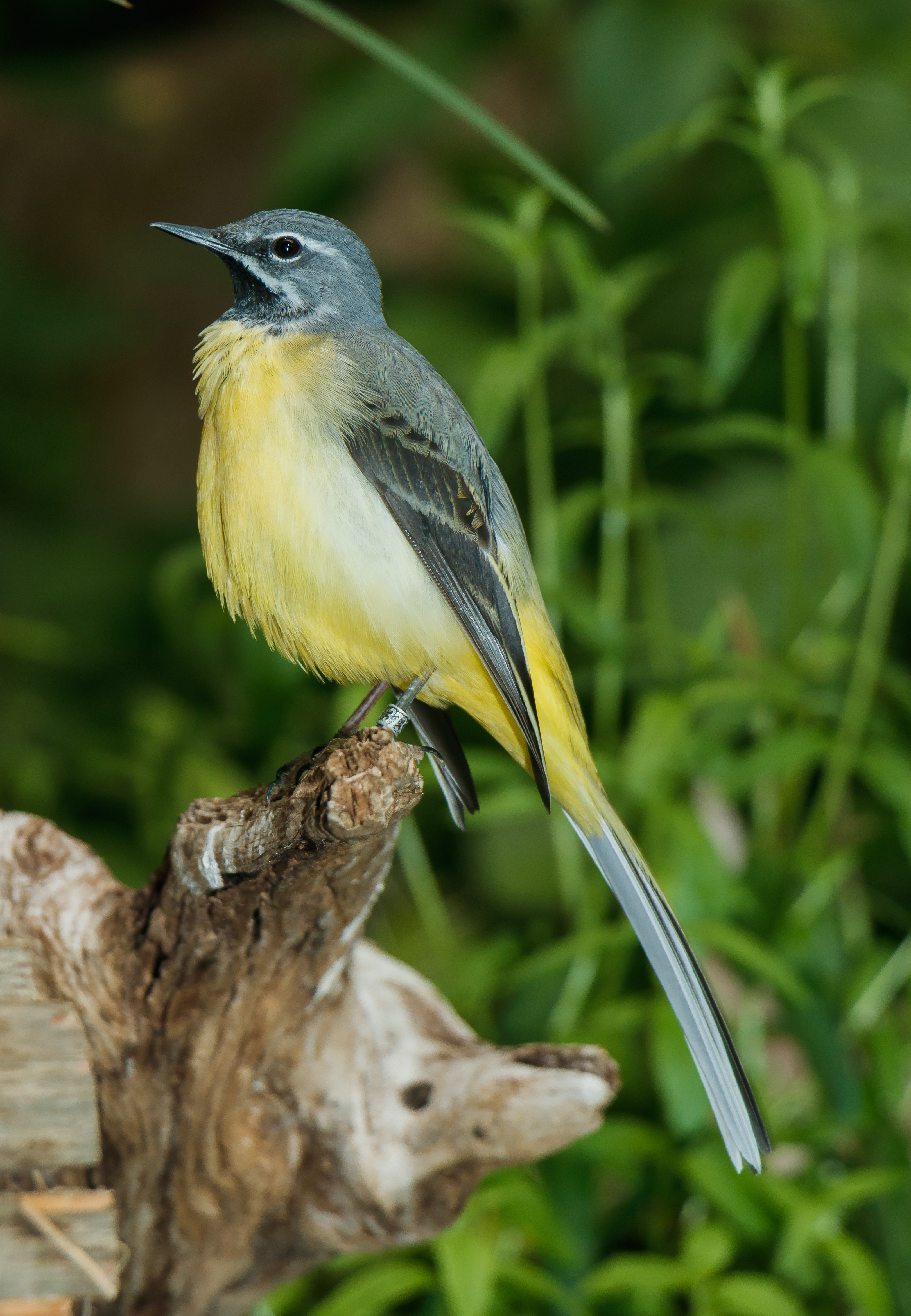
Samec ve stavebním šatu s výrazným černým hrdlem

Jedná se převážně o tažný druh, avšak v oblastech příhodného klimatu se může zdržovat po celý rok nebo podnikat pouze místní výškové migrace z výše položených hnízdišť do nížinatých zimovišť. K oblastem se stálými populacemi patří jižní Evropa, střední a jižní Japonsko nebo ostrovní populace z Madeiry, Azorů a Kanárů. Zimní oblast výskytu sahá od západní a jižní Evropy po západní, severní a východní Afriku přes Blízký východ a Arábii až po jižní Čínu, Indický subkontinent a jihovýchodní Asii včetně Nové Guineje. Konipasi horští opouštějí svá hnízdiště v severních oblastech mezi srpnem a listopadem a navracejí se mezi březnem a květnem. Evropská populace konipasů horských zimuje převážně v jižní Evropě a severní Africe. Konipasi horští z Blízkého východu zimují na Arabském poloostrově a ve východní Africe. Populace ze střední a východní Asie zimují na Indickém subkontinentu a v jihovýchodní Asii, včetně Nové Guineje. Konipasi horští se často vrací na totožná zimoviště. Jsou známi jedinci, kteří každoročně přilétávali zazimovat to stejné zahrady.

### Česko
Podobně jako do celé střední Evropy, i na české území se konipas horský rozšířil až po roce 1850, a to patrně z jižního Německa nebo ze Švýcarska. Nejdříve se zabydlel ve vyšších polohách a teprve postupně osídlil i nížinatou krajinu. Dnes se konipas horský vyskytuje téměř na celém území Česka. V oblibě má horní a střední toky potoků a rychle tekoucích řek. Místy chybí v nížinách, v horách vystupuje ale velmi vysoko. V Krkonoších byl zaznamenán na svazích Sněžky v 1500 m n. m. Dlouhodobě se v Česku vyskytuje 20–40 tisíc párů a populační trend je stabilní. Hustota hnízdění závisí na charakteru toku, typicky se jedná o 1 pár na 300–900 m toku.
Přílet konipasů horských do Česka nastává od půlky března do poloviny dubna. K podzimnímu odletu do zimovišť dochází od konce srpna do října. Čeští konipasi horští spolu s dalšími středoevropskými populacemi zimují hlavně v západním Středomoří od Itálie po Portugalsko. Výjimečně se mohou vydat i jihovýchodním směrem do oblasti Řecka. Kolem 500–1000 konipasů horských v Česku zimuje; původ těchto ptáků nicméně není znám.

## Biologie a chování

### Stanoviště

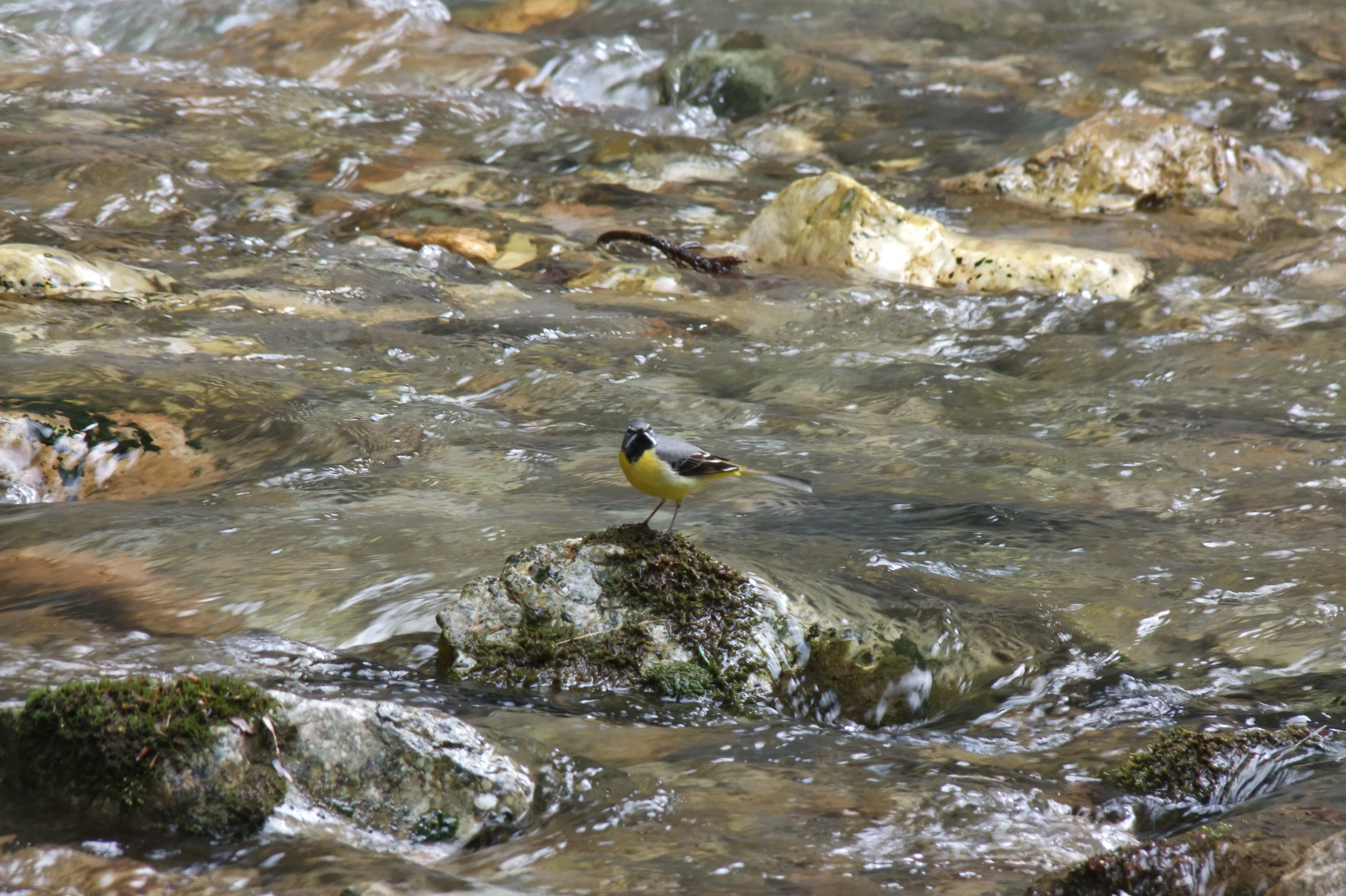
Konipas horský v přirozeném prostředí rychlého vodního toku (Kosovo)

Život konipasa horského je spjat s vodou. Hnízdí nejčastěji podél rychle proudících toků vyšších poloh, běžně však sestupuje i do nížinatých oblastí k rychle tekoucím potokům, pomalu proudícím řekám i jezerům a vodním nádržím. V antropogenní krajině se typicky objevuje v oblasti menších vodopádů, které utváří jezy, zdymadla, propustky, kamenné mosty, staré mlýny či jen větší balvany. Preferuje toky zastíněné stromy či jinými rostlinami, v hornatějších oblastech se však bez této vegetace obejde. Důležitým prvkem je pro konipasa horského i dostatek hnízdních příležitostí v podobě starých zídek, skalních říms či škvír mezi balvany. Zahnizďuje od hladiny moře do vysokých nadmořských výšek – v Alpách bylo hnízdění zaznamenáno ve 2200 m n. m., v Maroku ve 3000 m, v Pákistánu ve 3600–3900 m n. m. a v Nepálu snad až ve výšce 4100 m n. m. V zimě obývá především nižší polohy. Vedle rychle plynoucích toků se vyskytuje i v estuárech, při mořském pobřeží, na jezerech a rybnících, i čistírnách odpadních vod.

### Chování
Pro všechny konipase včetně konipase horské je typické vehementní kmitání ocasu. Toto chování nebylo jednoznačně objasněno, existuje však hned několik hypotéz účelu tohoto pohybu. Podle jednoho z vysvětlení dělá kmitání ocasu konipasy méně nápadnými na březích rychle tekoucích řek. Kmitání ocasu představuje vizuální signál v době hnízdění a snad i při vyjadřování teritoria. Další hypotézou je to, že vrtící ocas slouží k vyrušení okolního hmyzu, který je pro konipasa snazší spatřit v pohybu, nebo že se jedná o prostředek, jak nalákat pozornost okolních predátorů. Konipas totiž začne kmitat ocasem bezprostředně po přistání na zem, a v případě přilákání pozornosti predátora je pro konipasa výhodnější, pokud se predátor přiblíží v momentě, kdy je konipas ve střehu. Alfred Brehm popsal chování konipasa horského (v jeho textu jako konipas horní) podél vodního toku v roce 1888 takto:
Nemůže téměř býti něžnějšího ptáka nad překrásného a roztomilého konipasa horního. Procházeje se jako vykasán podél vody nebo na místech mělkých také v ní, má bedlivě se na pozoru, aby nepošpinil některé části těla svého a vznáší se při chůzi, jakoby tančil.
Život zvířat, str. 259
Postoj konipasa horského na zemi je obvykle vodorovnější než u ostatních konipasů. Konipas horský často postává v předklonu v pozici s ocasem namířeným mírně vzhůru. Běžně posedává na vrcholcích stromů nebo větvích naklánějících se nad vodní tok. Mezi balvany a kameny kolem vodního toku se pohybuje velmi obratně a svižně. Táhne samostatně nebo v páru a i na zimovištích se konipasi horští pohybují samostatně nebo v páru, pouze výjimečně utváří menší skupinky. Při společném krmení byla výjimečně pozorována volně uskupená hejna o 20 až 50 jedincích. Výjimečná jsou pozorování zimních hřadovišť zahrnující stovky konipasů horských. K predátorům patří různé druhy savců, jako jsou kočky nebo lasicovité šelmy, dále různé skupiny ptáků, včetně krkavcovitých nebo poštolek. Na Tenerife patří k predátorům introdukované krysy (Rattus sp.) i místní endemit veleještěrka modroskvrnná (Gallotia galloti). K častým parazitům dospělců patří klíště obecné (Ixodes ricinus), které může přenášet různé infekční choroby, jako je lymská borelióza nebo klíšťová encefalitida. Z dalších parazitů lze zmínit kokcidie Isospora sp. nebo roztoče Trouessartia jedliczka.

### Hlas
Hlasový projev konipasa horského je poměrně jednoduchý, avšak hlasitý a dobře slyšitelný, což je typické i pro řadu ostatních ptáků obývajících hlasité prostředí hučících toků. Vábení „ci-ci“ je podobné konipasu bílému, avšak je ostřejší a výše položené. Poplašné, často opakované zvolání připomíná „süiht“. Zpěv zahrnuje mechanické tóny „ciss-ciss-ciss-ciss“, které bývají prokládány vyššími tóny „si si si siü“. Zpívá hlavně z vyvýšených míst, jako je strom nebo balvan. Během zpěvu někdy konipas horský napne tělo a zvedne do výše ocas, hlavu a zobák.

### Potrava

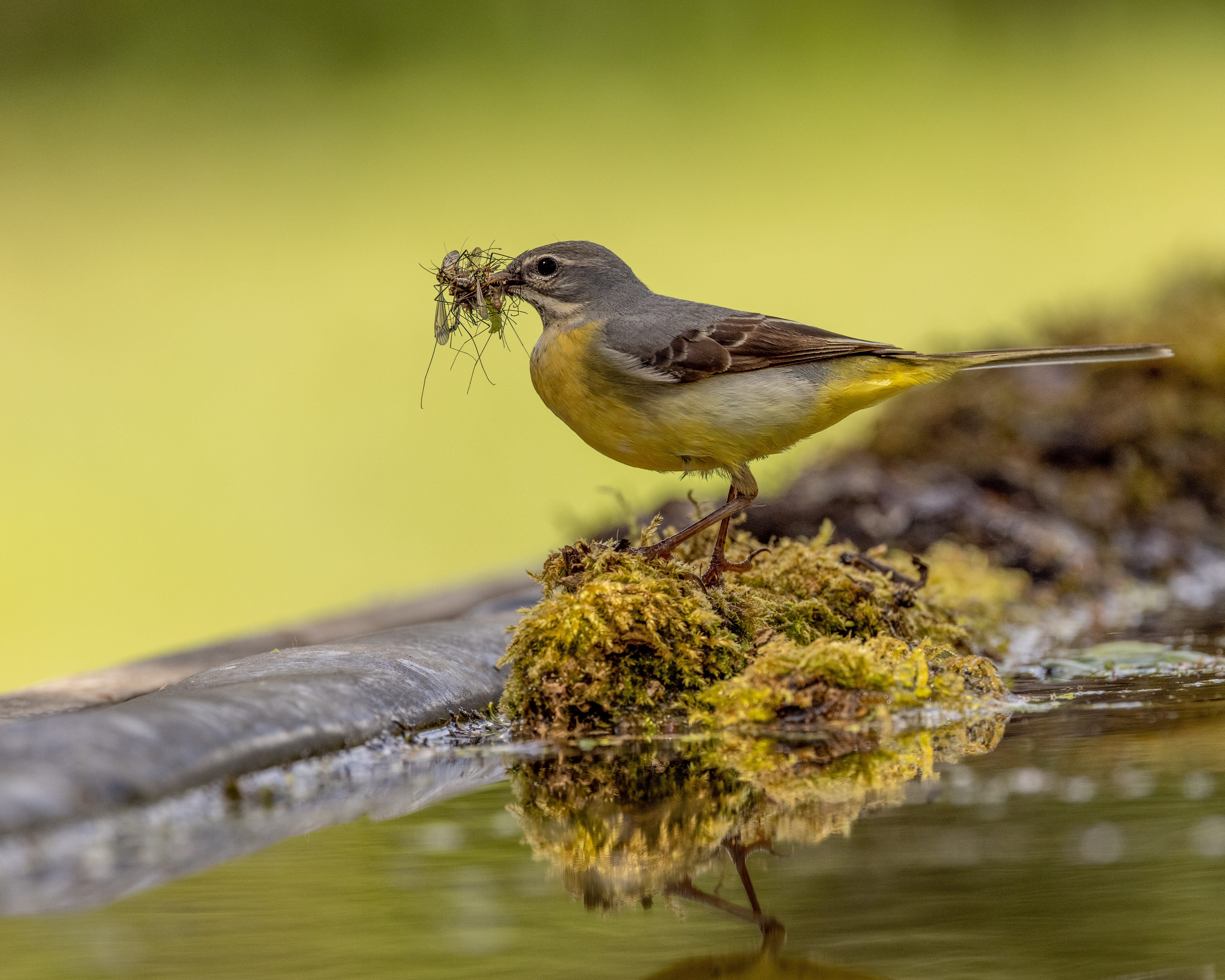
Konipas horský s potravou (Spojené království)

Živí se především hmyzem a jinými bezobratlými, které vyhledává na březích vod nebo přímo ve vodě. Do jídelníčku konipasa horského patří dvoukřídlí, vážky, pošvatky, jepice, brouci, mšice, chrostíci aj. Vedle hmyzu může pozřít i pavouky, blešivce nebo drobné měkkýše. Výjimečněji uloví i pulce nebo rybí potěr. Podle studie z alžírského pohoří Babor (součást pohoří Atlas) tvořil základ jídelníčku tamějších konipasů horských hmyz, který představoval 86 % jejich stravy. Nejčastěji konzumovanou skupinou byli brouci (37 % stravy). Studie z Trusovického potoka z Nízkého Jeseníku ukázala, že konipas horský může být ve stravě rychle přizpůsobivý. V období dostatečné potravní nabídky bylo 95 % potravy uloveno přímo z potoka, ve kterém si konipasi vybírali specifické skupiny bezobratlých nebo velikostně větší kořist. S příchodem nepříznivého počasí a následného nedostatku potravy se konipasi zaměřili na jinou potravu na jiných lokalitách, což poukazuje na vysokou flexibilitu ve způsobu a lokalitě získávání potravy i v druhu lovených bezobratlých.

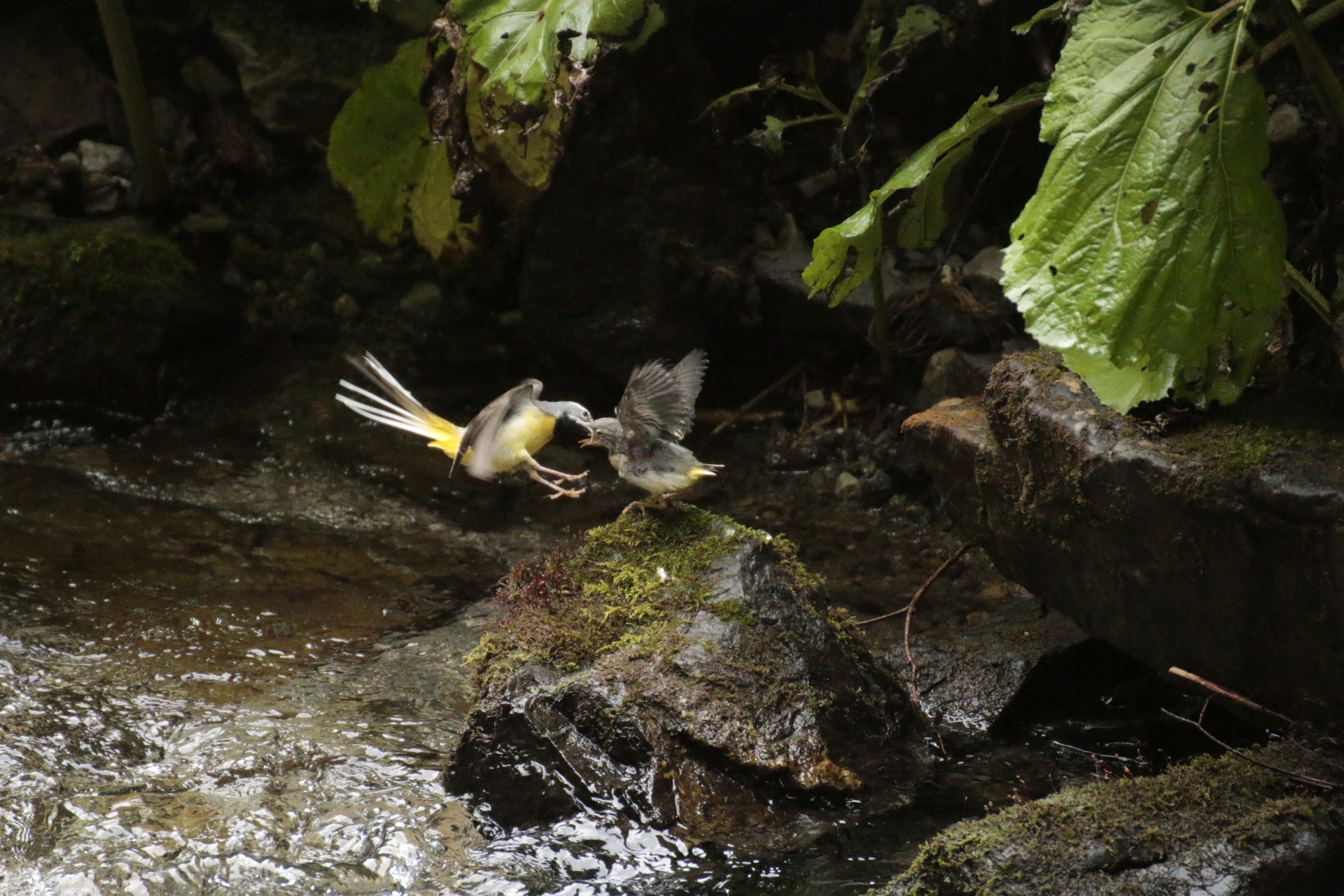
Dospělý konipas horský při krmení nedospělého ptáka

Konipas horský loví potravu na zemi nebo za letu. Při chytání hmyzu na zemi se typicky prochází nebo utíká podél břehů vodních toků a za neutuchajícího kmitání ocasu chytá do zobáku různé bezobratlé. Někdy se konipas horský může procházet i v mělké vodě a lovit pulce nebo dokonce menší rybky. V případě chytání hmyzu za letu se za ním rozletí z bidla nebo ze země; často dokáže vzlétnout takřka ve vertikálním směru až do výše asi 6 m. Kořist může za letu sbírat i z listů nebo ji může pronásledovat svižným, obratným letem.

### Hnízdění

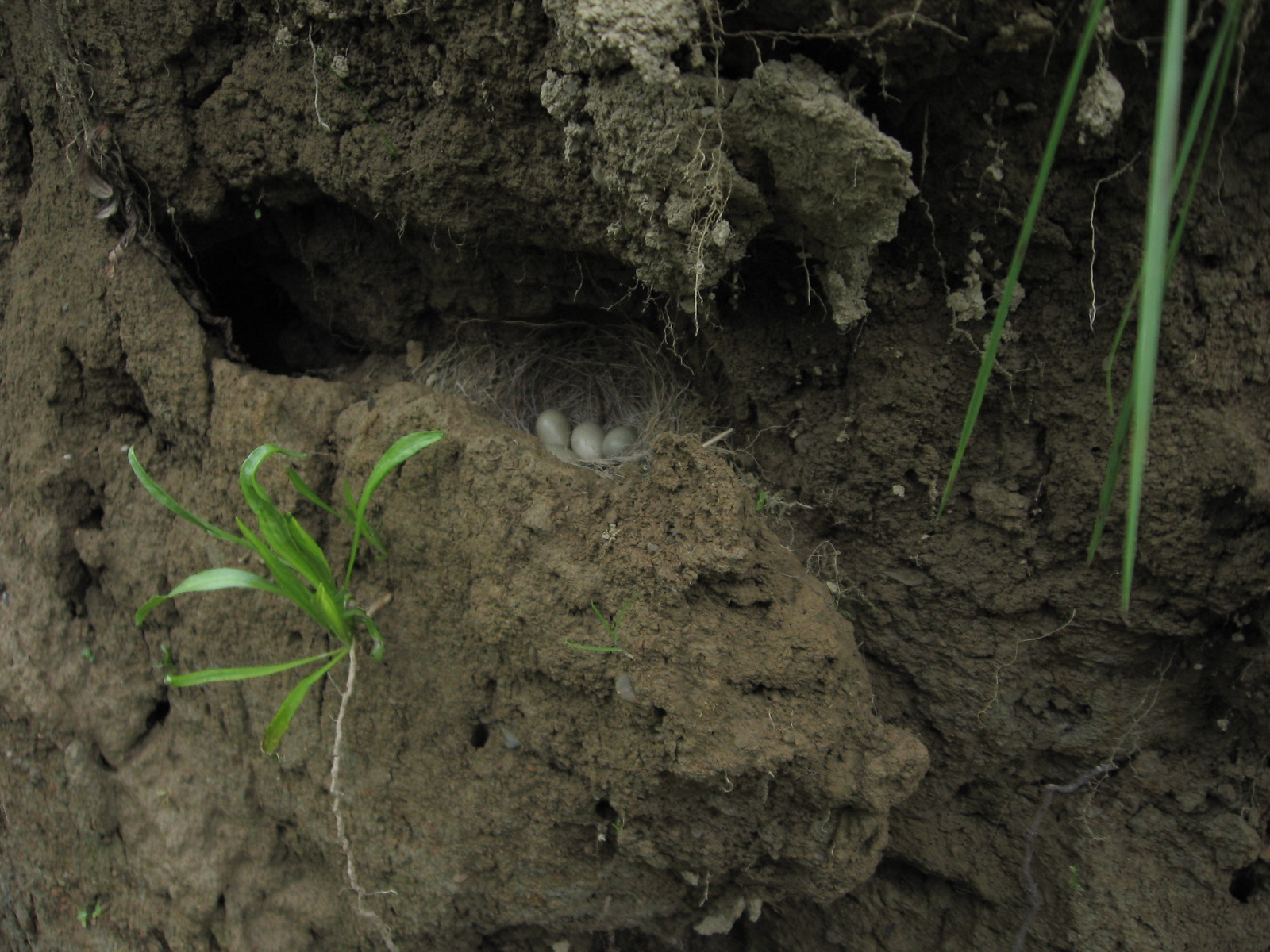
Hnízdo konipasa horského v říčním břehu (Německo)

Konipas horský utváří monogamní páry trvající po dobu jedné hnízdní sezóny, více let nebo i celý život. Především samci mohou zahnízdit na stejných teritoriích rok co rok. Do hnízdišť dolétávají nejdříve samci, kteří obsadí hnízdní teritorium. Jeho velikost bývá různá, běžně se pohybuje podél 250–450 m vodního toku. Hranice hnízdních okrsků je tvořena výraznou dominantou, jako je jez, náhon, postranní přítok aj. Hnízda nemusí být umisťována ve střední části teritoria; je znám případ hned tří současně obsazených hnízd na stometrovém úseku vodního toku se starým vodním mlýnem. Hnízdní teritoria směřovala do tří různých stran, a samci bránili pouze tyto části teritorií, totiž od hnízda ve směru jejich teritorií. Hnízdo bývá ve většině případů umístěno do několika metrů od vody, nejčastěji přímo nad vodou. Hnízdí na římsách a v puklinách skal, útesů, mostů nebo v kořenech vedle trsu trávy či keře. Na stromech zahnizďuje zřídka. Typicky hnízdí do 2–3 metrů nad zemí. Hnízdo tvoří podklad z rostlinného materiálu a mechu, dále vlastní hnízdo, které bývá jemnějších tvarů, a hnízdní kotlinka vystlaná žíněmi a jemnými rostlinnými vlákny, občas i chlupy, nitěmi nebo peřím. Na stavbě hnízda, která trvá 5–10 dní, se podílí oba partneři, z větší části však přispívá samice.

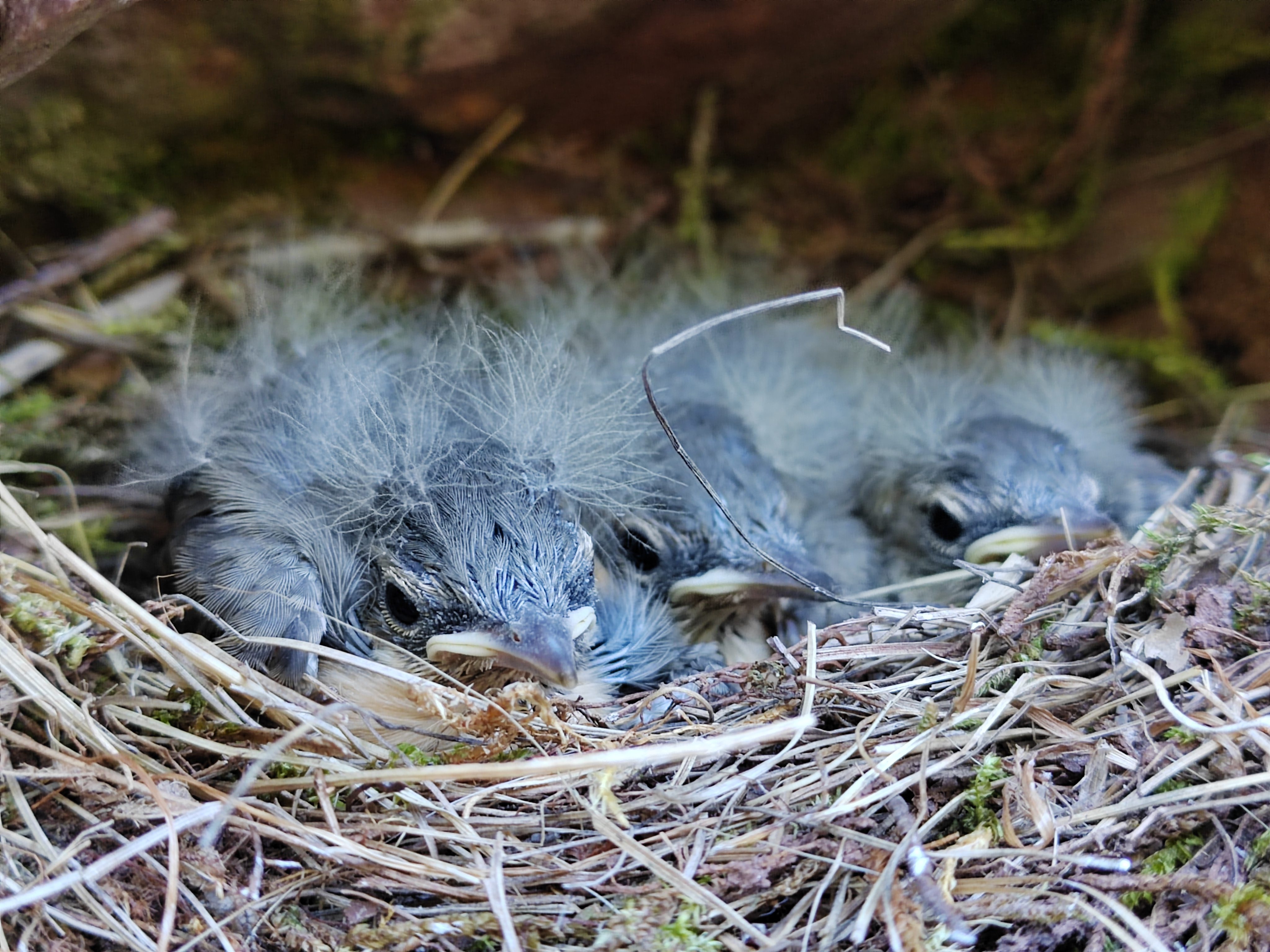
Mláďata konipasa horského na hnízdě (Srbsko)

Doba kladení vajec závisí na lokalitě. V severozápadní Evropě samice snáší nejčastěji od dubna do května. Ve střední a východní Evropě nastává vrchol kladení vajec ve druhé polovině dubna, v severní Africe samice snáší od března do května a na Kanárech od počátku března do června. Snůšku tvoří nejčastěji 4–6 vajec. Ve Walesu byl průměrný počet nakladených vajec 5,07 a v Irsku 4,79. Na Tenerife byla průměrná velikost snůšek pouze 3,96 a konipasi horští průměrně hnízdili mnohem dále od vody než konipasi horští z evropského kontinentu. Menší velikost snůšek ostrovních populací ptáků je běžná i u jiných druhů a souvisí s příhodnějším klimatem. Vzácněji může samice snést i více vajec, výjimečně až 11.
Samice klade vejce brzy ráno v denních intervalech. Oválná vejce jsou hladká a lesklá a mívají bělavou, krémovou až našedlou barvu. Vejce mají rozměr kolem 19×14 mm. Partneři vyvádí většinou 2, občas 3 snůšky za jedno hnízdní období. K další snůšce zpravidla dochází 10–20 dní po vyvedení mláďat z první snůšky. Inkubace je dlouhá 11–14 dní a započíná s nakladením posledního vejce. Sedí oba partneři, samice asi o polovinu delší čas než samec. Mláďata jsou krmena kolem 13 dní na hnízdě, a samec mláďata přikrmuje další jeden až dva týdny mimo hnízdo. Ptáčata zůstávají pohromadě v blízkosti místa narození i déle než dva měsíce, zatímco rodiče své hnízdní teritorium opouští do několika dnů po vyhnízdění.
Konipas horský občasně pečuje o mláďata kukaček obecných. Ve Walesu byl pozorován samec konipasa horského, který krmil ptáčata skorce vodního na hnízdě. V Alžírsku byla hnízdní úspěšnost přes 62 % a průměrný počet vyvedených mláďat byl 4,33 na každé ze sledovaných hnízd. Nejčastější příčinou neúspěšného vyvedení mláďat byla predace. Podobně i v Irsku byla nejčastější příčina selhání snůšky predace.

## Vztah k lidem

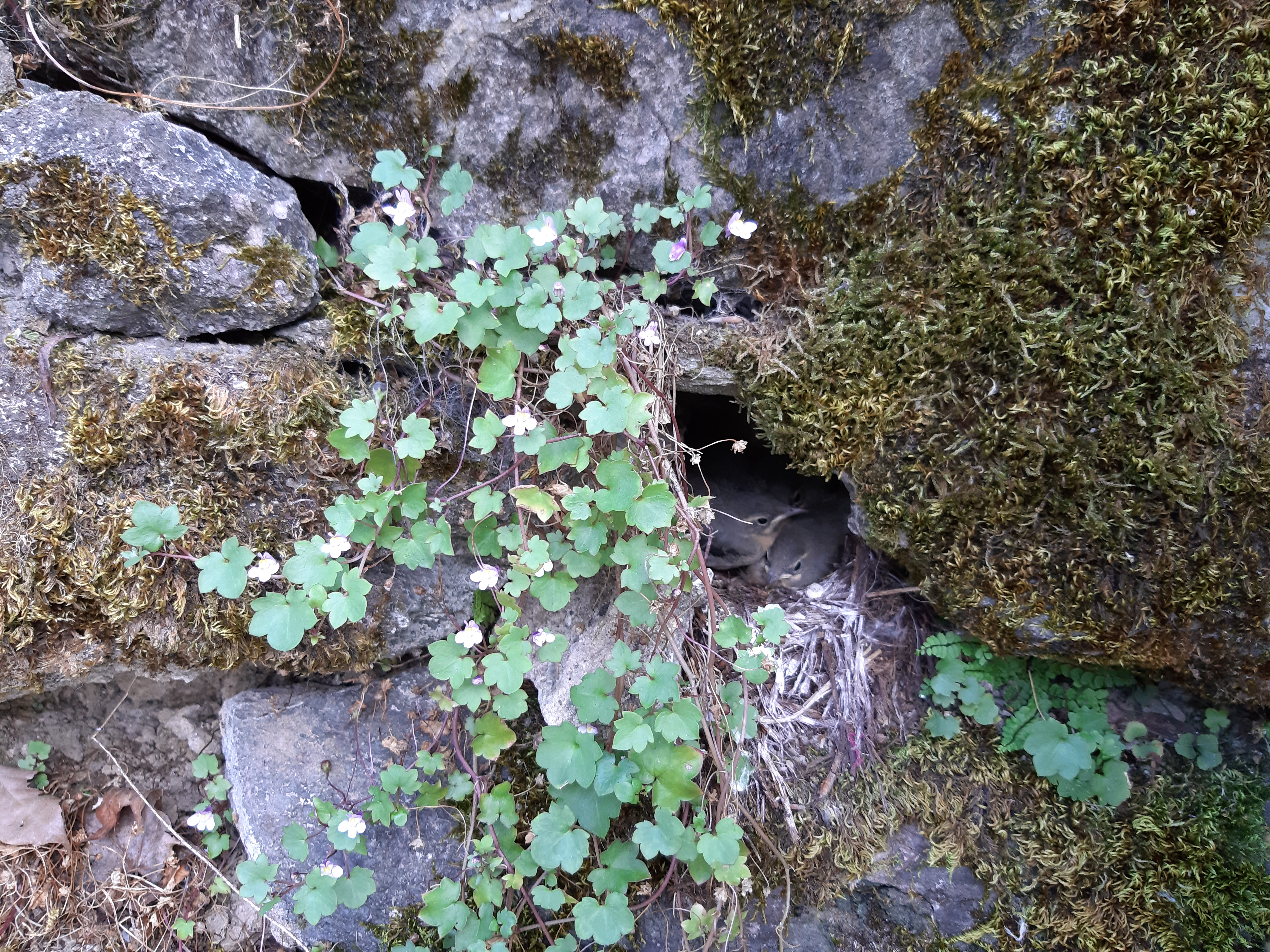
Hnízdo konipasa horského v říčním břehu

Česká společnost ornitologická vyhlásila konipasa horského ptákem roku 2025. Důvodem bylo „představit veřejnosti méně známý, ale stále poměrně běžný ptačí druh a upozornit na význam přirozených vodních toků pro živočichy, lidi i krajinu.“ Jedná se o již druhého zástupce z čeledi konipasovitých, který byl vybrán za českého ptáka roku. V roce 1999 byl tento čestný titul udělen v Česku známějšímu a početnějšímu konipasu bílému.

### Ohrožení a ochrana
Konipas horský je málo dotčený druh a jeho globální populace nečelí žádným existenčním hrozbám. Velikost evropské populace konipasů horských se v roce 2015 odhadovala na 689 000–1 980 000 párů, což představuje 1 380 000–3 960 000 dospělých jedinců. Odhaduje se, že evropská populace konipasů horských představuje asi 20 % z globální populace, která se tak orientačně a opatrně odhaduje v rozmezí 6 900 000–19 800 000 dospělých jedinců. Dlouhodobý populační trend je stabilní.

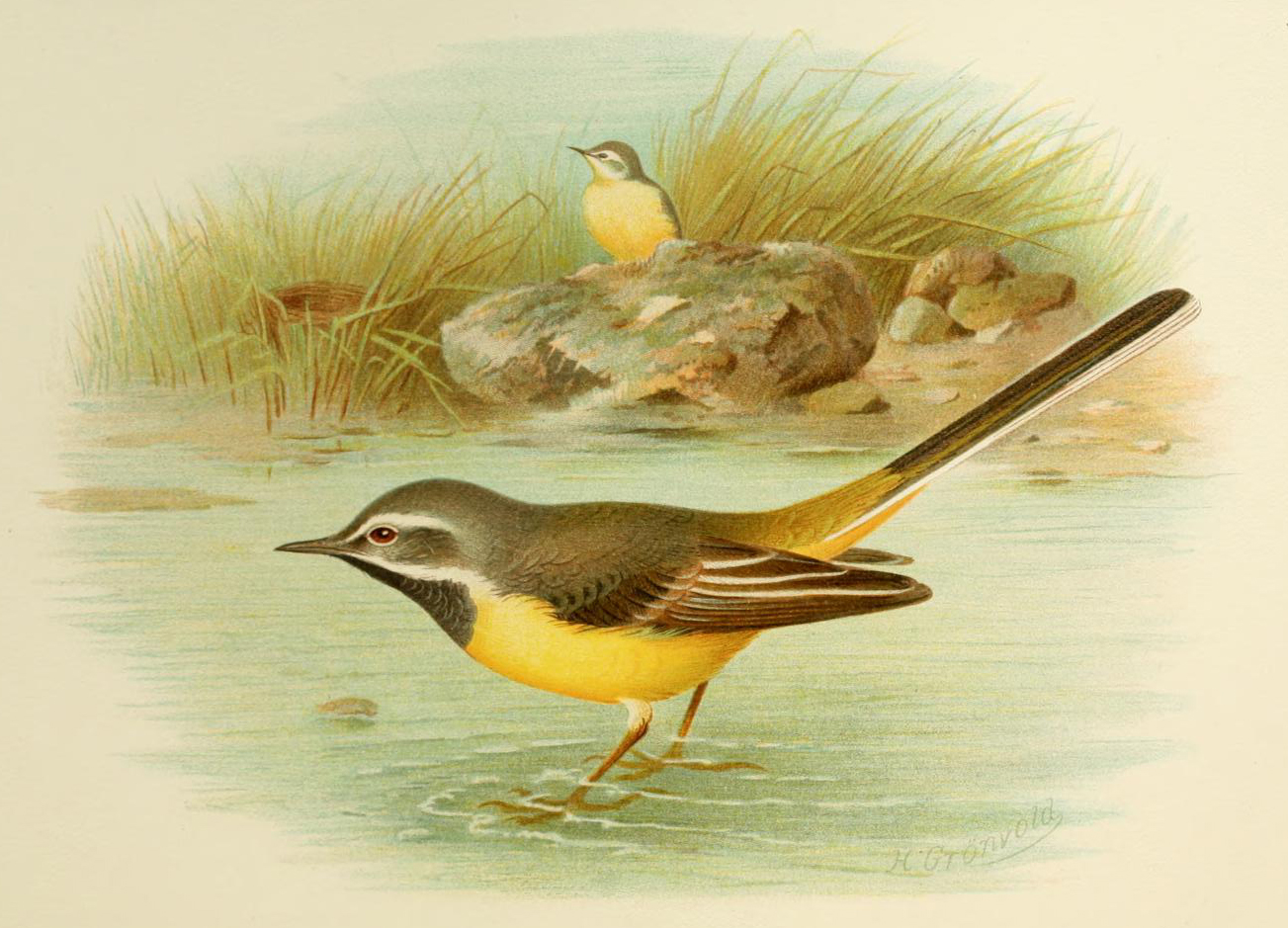
Ilustrace samce konipasa horského stojícího v popředí a samice (Henrik Grönvold, kolem 1940)

V Evropě byly zaznamenány krátkodobé populační výkyvy následkem tuhých zim. S globálním oteplováním budou takové zimy přibývat, což patrně způsobí významné, avšak krátkodobé úbytky populace. Výhodou konipasa horského je, že mu vyhovují i lidmi pozměněná říční koryta a vodní plochy, kde dokáže zahnízdit v trubkách, škvírách kamenných a betonových zídek apod. Do budoucna mu však hrozí, že bude docházet ke znečištění vodních toků a v důsledku sucha mohou některé vodní toky úplně vyschnout. Svébytný problém představují invazivní druhy rostlin i živočichů. Na severní Moravě a ve Slezsku bylo zjištěno, že se konipasi horští nevyskytují v částech říčního koryta, kde došlo k zarostení bezprostředního okolí koryta invazivními křídlatkami z Asie. Na vině je patrně zánik oblíbených stanovišť konipasů, jako jsou kameny omílané vodou a bahnité plošinky. Z invazivních živočichů na českém území lze zmínit norka amerického, který představuje vážného predátora nejen konipasů horských, ale i dalším ptákům, plazům a obojživelníkům. Na Kypru může docházet k nelegálnímu odchytu konipasů horských pro výrobu místní kulinářské speciality zvané ambelopoulia. Tato hrozba nicméně konipasovi horskému nezabránila, aby na Kypru v roce 2020 poprvé potvrzeně zahnízdil. K dlouhodobým ochranným prostředkům konipasů horských patří revitalizace říčních toků. K těm krátkodobějším patří zlepšování hnízdních příležitostí s pomocí vhodného umisťování polobudek.